# Kuhlia
Kuhliidae es una familia de peces marinos, con un único género Kuhlia, incluida en el orden Perciformes. Sus especies se distribuyen por el Indo-Pacífico.

## Especies
Existen siete especies en esta familia-género:
- Kuhlia caudavittata (Lacépède, 1802)
- Kuhlia malo (Valenciennes, 1831)
- Kuhlia marginata (G. Cuvier, 1829)
- Kuhlia mugil (J. R. Forster, 1801)
- Kuhlia munda (De Vis, 1884)
- Kuhlia nutabunda Kendall & Radcliffe, 1912
- Kuhlia petiti L. P. Schultz, 1943
- Kuhlia rupestris (Lacépède, 1802)
- Kuhlia salelea L. P. Schultz, 1943
- Kuhlia sandvicensis (Steindachner, 1876)
- Kuhlia sauvagii Regan, 1913
- Kuhlia xenura (D. S. Jordan & C. H. Gilbert, 1882)